# Alnöbron
Alnöbron är en bro till Alnön utanför Sundsvall.  Den är 1042 meter lång, 42 meter hög och har 40 meter fri segelhöjd. Den är tvåfilig med en körbana och har relativt smala trottoarer på båda sidor.  
Brobygget påbörjades med första spadtaget den 6 april 1961. Alnöbron invigdes 1964 och trafiken släpptes på den 24 oktober 1964.
Bron är öns enda förbindelse med fastlandet. Innan åkte man med bilfärjan över. Bron var Sveriges längsta fram till 1972 då Ölandsbron (6 072 m) invigdes. Idag ligger Alnöbron en bit ner på listan över landets längsta broar.

## Brons läge
På fastlandet börjar bron i Johannedal mellan Sundsvall och Sundsbruk. På Alnö leder bron till centrumet, kallat Vi, Wii eller Alnövi.

## Brons säkerhet
Sommaren och hösten 2008 byggdes ett högre stängsel på bron, dels för att förhindra fall från bron vid olycka, och dels för att hindra människor från att begå självmord genom att hoppa från bron. 
Tidigare åtgärder som gjorts är att förse bron med SOS-telefoner och övervakningskameror. Innan stängslet byggdes låg Alnöbron på tredje plats över broar som det begicks flest självmord från, efter Angeredsbron och Älvsborgsbron, båda i Göteborg.

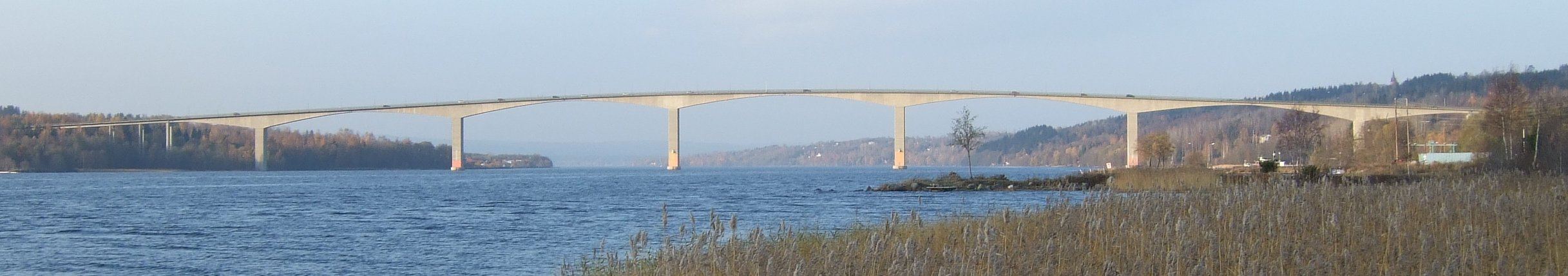
Alnöbron från söder.